# Wargaming.net
Wargaming.net ist ein ursprünglich belarussischer Spieleentwickler mit Firmensitz in Nikosia. Während das Studio lange Zeit rundenbasierte Strategiespiele entwickelte, gelang der große Durchbruch im Jahr 2010 mit der historischen Panzersimulation World of Tanks.

## Geschichte
Wargaming.net wurde im Jahr 1998 von einer Gruppe Fans militärischer Strategie gegründet. Bekannt wurde das Studio ab 2003 für seine Massive-Assault-Serie, eine Reihe von rundenbasierten Strategiespielen in einem Science-Fiction-Szenario und angelehnt an das System von Tabletop-Spielen. Nach dem Erfolg der Massive-Assault-Serie veröffentlichte Wargaming im Jahr 2009 das Spiel Order of War, ein Echtzeit-Strategiespiel im Szenario des Zweiten Weltkriegs. Während Order of War sehr erfolgreich war und Wargaming.net fest im Genre etablierte, begann die Entwicklung von World of Tanks. Ursprünglich als Nischentitel für Fans historischer Panzerschlachten konzipiert, entwickelte sich World of Tanks nach der Veröffentlichung in Russland 2010 und international im Jahr 2011 zum Vorzeigespiel des Studios. Nach dem enormen Erfolg von World of Tanks, welches nach eigenen Angaben (Stand Januar 2017) über 100 Millionen registrierte Spieler hat, führte Wargaming.net 2013 die Schwesterspiele World of Warplanes (historische Flugsimulation) und 2015 World of Battleships (historische Seekriegsimulation, später umbenannt in World of Warships) ein.
Im Jahr 2011 eröffnete Wargaming.net Büros in Paris und San Francisco. Im August 2012 kaufte Wargaming.net die australische Softwarefirma BigWorld, welche die in den Wargaming-Spielen verwendete BigWorld-Engine entwickelt, für 45 Millionen Dollar. Ein weiteres Büro in Seoul öffnete im Jahr 2012, um in Kooperation mit dem neuen Partner SEA Gaming die Präsenz auf dem asiatischen Markt zu stärken. Pläne für die Zukunft sehen vor, die drei World-of-Spiele miteinander zu verbinden, um „ultimative Spielerfahrung für Kriegsspieler in aller Welt“ zu liefern.
Im Februar 2013 kaufte Wargaming.net das finanziell angeschlagene Studio Gas Powered Games (u. a. Dungeon-Siege-Serie) auf. Im August 2013 gab das Unternehmen in einer Pressekonferenz bekannt, dass die Rechte für Total Annihilation und Master of Weapon von Atari erworben wurden.
Am 4. April 2022 verkündete Wargaming aufgrund des anhaltenden Russland-Ukraine-Konflikts, sich aus Belarus und Russland zurückzuziehen und die dortigen Studios zu schließen. Das Unternehmen spendete der Ukraine Geld für Krankenwagen und medizinische Ausrüstung.
Die Kontrolle des Geschäfts in Russland übernahm Lesta. 2025 wurde Lesta von Russland beschlagnahmt. Gründer und Lesta-Chef gelten dem Staat als "Extremisten".

## Übersicht: Spiele und Wertungen
| Jahr                                                                  | Titel                               | Genre                                | Rezeption |
| --------------------------------------------------------------------- | ----------------------------------- | ------------------------------------ | --- |
| 2003                                                                  | Massive Assault                     | Rundenbasiertes Strategiespiel       | Spielspaßwertung: 68/100 (GameStar) Metascore: 77/100 (Metacritic)                                                                      |
| 2004                                                                  | Massive Assault Network             | Rundenbasiertes Strategiespiel       | Metascore: 74/100 (Metacritic) |
| 2005                                                                  | Massive Assault: Domination         | Rundenbasiertes Strategiespiel       | |
| 2006                                                                  | Massive Assault Network 2           | Rundenbasiertes Strategiespiel       | Metascore: 72/100 (Metacritic) |
| 2007                                                                  | Galactic Assault: Prisoner of Power | Rundenbasiertes Strategiespiel       | Metascore: 68/100 (Metacritic) |
| 2009                                                                  | Order of War                        | Echtzeit-Strategiespiel              | Spielspaßwertung: 70/100 (PC Games) Metascore: 69/100 (Metacritic)                                                                      |
| 2010                                                                  | Order of War: Challenge             | Echtzeit-Strategiespiel              | Metascore: 70/100 (Metacritic) |
| 2010 (Russland) 2011 (EU, US, und China) 2012 (Südostasien, Südkorea) | World of Tanks                      | MMOG                                 | Spielspaßwertung: 84/100 (GameStar) Testnote: gut (2,44) (Computer Bild Spiele) Punkte: 9/10 (buffed.de) Metascore: 80/100 (Metacritic) |
| Aug. 2013 (EU)                                                        | World of Warplanes                  | MMOG                                 | Spielspaßwertung: 76/100 (GameStar) Bewertung: 7/10 (Eurogamer) Testnote: gut (2,38) (Computer Bild Spiele)                             |
| Juni 2014                                                             | World of Tanks: Blitz               | MMOG                                 | |
| Sep. 2015                                                             | World of Warships                   | MMOG                                 | Metascore: 81/100 (Metacritic) |
| offene Beta                                                           | World of Tanks: Generals            | Online-Sammelkartenspiel             | |
| Aug. 2016                                                             | Master of Orion Reboot              | rundenbasiertes Globalstrategiespiel | |
| Nov. 2016                                                             | Total War: Arena                    | Echtzeit-Strategiespiel              | |
| März 2019                                                             | World of Warships: Legends          | MMOG                                 | |